# فاي ايمرسون
فاي ايمرسون (بالإنجليزية: Faye Emerson) (و. 1917 – 1983 م) هي ممثلة، وممثلة تلفزيونية من الولايات المتحدة الأمريكية ولدت في إليزابث.

## روابط خارجية
- فاي ايمرسون على موقع IMDb (الإنجليزية)
- فاي ايمرسون على موقع ألو سيني (الفرنسية)
- فاي ايمرسون على موقع تيرنر كلاسيك موفيز (الإنجليزية)
- فاي ايمرسون على موقع أول موفي (الإنجليزية)
- فاي ايمرسون على موقع قاعدة بيانات برودواي على الإنترنت (الإنجليزية)
- فاي ايمرسون على موقع قاعدة بيانات الأفلام السويدية (السويدية)
- فاي ايمرسون على موقع إن إن دي بي (الإنجليزية)
- فاي ايمرسون على موقع قاعدة بيانات الفيلم (الإنجليزية)
- فاي ايمرسون على موقع كينوبويسك (الروسية)